# Kusow-Nunatak
Der Kusow-Nunatak (bulgarisch Кузов нунатак Kusow nunatak) ist ein in nord-südlicher Ausrichtung 2,6 km langer und 590 m hoher Nunatak an der Oskar-II.-Küste des Grahamlands auf der Antarktischen Halbinsel. Er ragt 3 km südlich bis östlich des Duhla Peak, 2,8 km südwestlich des Govedare Peak, 11,1 km nördlich des Pirne Peak und 9,7 km ostnordöstlich des Dugerjav Peak im Zagreus Ridge auf.
Die bulgarische Kommission für Antarktische Geographische Namen benannte ihn 2020 nach Milan Kusow (1953–2019), langjähriger Produzent des Bulgarischen Nationalen Fernsehens sowie Mitgründer des Bulgarischen Antarktischen Instituts im Jahr 1993.